# Hedone (zespół muzyczny)
Hedone (z greckiego „rozkosz”) – polski zespół muzyczny założony w Łodzi przez Macieja Werka.

## Dyskografia
- Demo (1993)
- Werk (1995, MJM Music PL)
- Rewerk EP (1995, MJM Music PL)
- Sanctvarium (1998, Epic / Sony Music Entertainment Poland)[1]
- Daj mi to EP (1998, Epic Records / Sony Music Entertainment Poland)[1]
- Zapach EP (1998, Epic Records / Sony Music Entertainment Poland)[1]
- Playboy (2005, Sony BMG Music Entertainment Poland)[2]
- To tylko miłość EP (2005, Sony BMG Music Entertainment Poland)[2]
- Wiem czego dziś chcę EP (2005, Sony BMG Music Entertainment Poland)[2]
- Rare 92-20 (2020, GAD Records)
- What Dickens Says About Loneliness EP (2020, New Sun)
- 2020 (2020, New Sun)
- Jak? EP (2021, New Sun)
- Wstyd EP (2021, New Sun)
- Werk/Rewerk (2022, GAD Records)[3]
- 600 lat samotności (2024, GAD Records)[4]

## Teledyski
- I Need You (kwiecień 1994)
- G.O.D. (sierpień 1995)
- To Madness (listopad 1995)
- G.O.D. (The Devil Mix) (Listopad 1995)
- Zapach (luty 1998)
- Daj mi to (marzec 1998)
- To tylko miłość (kwiecień 2005)
- Wiem czego dziś chcę (wrzesień 2005)
- What Dickens Says About Loneliness (marzec 2020)
- What Dickens Says About Loneliness (dance! he says remix ) (listopad 2020)
- Jak? (kwiecień 2021)
- Wstyd (grudzień 2021)
- To Madness (czerwiec 2022)